# Heliconius sara
Espèce
Heliconius sara est un lépidoptère appartenant à la famille des Nymphalidae, à la sous-famille des Heliconiinae et au genre Heliconius.

## Dénomination
Heliconius sara a été décrit par l'entomologiste danois Johan Christian Fabricius en 1793, sous le nom initial de Papilio sara.

### Synonymes
- Papilio sara (Fabricius, 1793) protonyme[2]

### Noms vernaculaires
Heliconius sara se nomme Sara Longwing en anglais.

### Taxinomie
Sous-espèces
- Heliconius sara sara (Fabricius, 1793) présent au Suriname et au Brésil.

Synonymie  pour cette sous espèce
Papilio rhea (Cramer, 1775)
Heliconius sara thamar (Hübner, 1806)
Nerëis thamar (Hübner, 1806)
Heliconius rhea ab. albinea (Riffarth, 1899)
Heliconius sara praesignis (Stichel, 1919)
Heliconius sara thamar f. nana (Stammeshaus, 1982)
- Heliconius sara apseudes (Hübner, [1813])
- Heliconius sara brevimaculata Staudinger ; présent en Colombie.
- Heliconius sara elektraa Neukirchen, 1998 ; présent en Colombie.
- Heliconius sara fulgidus Stichel, 1906 ; au Guatemala, au Costa Rica et  à Panama.
- Heliconius sara magdalena (Bates, 1864)[5] ; à Panama, en Colombie et au Venezuela.

Synonymie  pour cette sous espèce
Heliconius apseudes var. magdalena ab. albimacula (Staudinger, 1897) 
Heliconius sara ab. albula (Riffarth, 1900)
Heliconius sarae lilianae (Emsley, 1965)
- Heliconius sara sprucei (Bates, 1864)[8] ; en Équateur.
- Heliconius sara theudela (Hewitson, 1874)[9]  au Costa Rica et à Panama.
- Heliconius sara veraepacis (Bates, 1864)[8] ; au Venezuela.
- Heliconius sara williami (Neukirchen, 1994)[10] ; à Trinidad[2],[11].

## Description
C'est un petit papillon au dessus noir avec une partie médiane bleu métallique et deux bandes blanches sur les ailes antérieures.
Le dessous est marron foncé à noir avec les mêmes bandes blanches et des points rouges à la base des ailes.

### Chenille
La chenille est jaune rayée de bandes noires avec une tête et des cornes noires.

## Biologie
Les mâles sont attirées par les phéromones émises par les chrysalides femelles et sont en attente pour féconder les femelles dès leur émergence,.

### Période de vol et hivernation
Il vole toute l'année.
Sa période imago dure 2 à 3 mois.

### Plantes hôtes
La plante hôte est une Passiflora ou passiflore, Passiflora auriculata.

## Écologie et distribution
Il réside dans le sud du Mexique, en Amérique centrale et dans le bassin amazonien.

### Biotope
Son habitat est la forêt tropicale où il se tient dans la canopée.